# Momento dipolar de transição
O Momento dipolar de transição, para uma transição entre um estado inicial, {\displaystyle \scriptstyle {m}}, e um estado final, {\displaystyle \scriptstyle {n}}, é o  momento dipolar associado à transição entre estes dois estados.  É, em geral,uma quantidade vectorial complexa que inclui factores de fase associados aos dois estados. A sua direcção indica a polarização da transição, a qual determina a interacção do sistema com uma onda electromagnética de determinada polarização e o quadrado da sua magnitude indica a força da interacção devida à distribuição de carga no sistema. A unidade do Sistema Internacional do momento dipolar de transição é o Coulomb metro (Cm), podendo também exprimir-se em Debye (D).